# Robert Pageard
Robert Pageard (París, 20 de julio de 1927-) es un jurista, hispanista, africanista y traductor francés.

## Biografía
Se diplomó en la Escuela de Altos Estudios y en la Escuela Nacional de Ultramar de Francia, se licenció en derecho y se doctoró en letras. Fue magistrado en Malí de 1954 a 1960 y en Alto Volta de 1960 a 1964; estudió por entonces el derecho del Kouroukan Fouga y la literatura oral de los mossi. Finalizó su carrera en Francia como consejero de la Corte de Apelaciones de Versalles. Publicó numerosos artículos en Bulletin Hispanique, en el Journal des Africanistes, en Lettres Romanes, en Ínsula y en Revue de Littérature Comparée. También es miembro de la redacción de Droit et Cultures. Hizo una edición crítica de las Rimas de Gustavo Adolfo Bécquer (1972), tradujo sus Leyendas al francés en 1984 y publicó una biografía de este autor, Bécquer. Leyenda y realidad (Madrid: Espasa, 1990). También escribió, refundiendo su tesis, un importante Goethe en España que fue traducido al español (Madrid: CSIC, 1958).

## Obras
- Goethe en Espagne [S.l.], [s.n.], 1953, trad. como Goethe en España (Madrid: CSIC, 1958).
- La marche orientale du Mali (Ségou-Djenné) en 1644, d'après le Tarikh Es-Soudan. Paris, Au Siège de la Société, 1961.
- Yamba Tiendrebeogo, Contes du Larhallé: suivis d'un recueil de proverbes et de devises du pays mossi; redactados y presentados por Robert Pageard. Ouagadougou: Tiendrébéogo, 1963
- Mémoires de Versailles. Témoignages, souvenirs, évocations. Hervas, Paris, 1965.
- Littérature négro-africaine: le mouvement littéraire contemporain dans l'Afrique noire d'expression française, París: Le Livre Africain, 1966; cuarta edición revisada y aumentada Paris: L'Ecole, 1979.
- Le droit prive des Mossi: Tradition et evolution, Tomes 1 y 2 (Recherches Voltaiques 10 & 11) Centre National de la Recherche Scientifique, 1969.
- Bourdonné: Yvelines: histoire d'une nation à travers un village, Versailles: R. Pageard, 1984
- Bécquer. Leyenda y realidad (Madrid: Espasa, 1990).
- Sem (Valeriano Bécquer, Gustavo Adolfo Bécquer), Los Borbones en pelota; a cargo de Robert Pageard, Lee Fontanella y María Dolores Cabra Loredo, Madrid: Ediciones El Museo Universal, 1991
- “La poesía posromántica”. En Historia de la Literatura Española. V: El siglo XIX. Jean Canavaggio (coord.). Barcelona: Ariel, 1995, 119-141.